# ウルトラマンダイナ 帰ってきたハネジロー
『ウルトラマンダイナ 帰ってきたハネジロー』（ウルトラマンダイナ かえってきたハネジロー）は円谷プロダクション製作のオリジナルビデオ。テレビ番組『ウルトラマンダイナ』の番外編。2001年2月25日発売。

## 概要
『ウルトラマンティガ外伝 古代に蘇る巨人』『ウルトラマンガイア ガイアよ再び』とともに制作された、平成ウルトラシリーズのオリジナルビデオ作品の1本。テレビシリーズ第47話「さらばハネジロー」の後日談であり、最終3部作の前までの間の出来事となっている。川上英幸の脚本作品でもあり、番組中盤に登場してマスコット的な存在となっていたハネジローを再登場させ、同じく川上の脚本による第13話・第30話に登場したミジー星人を絡めたストーリー展開となっている。また、作中に円谷プロダクションの別作品『ブースカ! ブースカ!!』の登場人物が登場する。
『ティガ外伝』の制作決定時、円谷プロ社長の円谷一夫から『ダイナ』と『ガイア』もオリジナルビデオを制作することが提案され、プロデューサーの小山信行からの呼びかけをテレビシリーズを手がけた監督の原田昌樹が快諾し、順当に制作が決定した。当初は最終回の後日談として別次元へ消えたアスカがハネジローの力で帰ってくるというストーリーを構想していたが、最終回を尊重するために第47話の後日談となった。
スーパーGUTSメンバーは全員登場しているが、各俳優のスケジュールの都合により、全員が集合するのは2シーンのみとなっている。隊員服は、番組終了時に各俳優にプレゼントされたものを持ち寄って用いている。司令室のセットはすでに解体されていたため、規模を縮小して背景のみが造られた。主演のつるの剛士は、『ダイナ』は自身が役とともに成長していった作品であったため、現役時代に戻って演じるのは難しかったことを述べている。
テレビシリーズでミジー星人の登場回を担当した監督の北浦嗣巳のカメオ出演も予定されていたが実現せず、代わりに『ブースカ』でレギュラー監督を手がけていた市野龍一が出演している。

## 登場怪獣
デハドー星人のアンドロイド
デハドー星人が地球侵略の尖兵として送ってきたアンドロイド。銃を使った攻撃、念動力、格闘技、時間停止能力、自己修復能力を用いる。ダイナの戦力を分析したあとでワンゼットを完成させ、ダイナを倒すことが使命。実は自身がワンゼットへ合体するためのキーだった。最期は内部に侵入してきたぽちガラオンに内部メカを破壊されてしまい、ワンゼットの体内で消滅した。
劇中にデハドー星人自身は出てこないが、ファビラス星人曰く「侵略成功率100%を誇る」らしい。
- デハドーの名はミジー星人の由来である「地味」に対して「ド派手」から。
- 名称は、クレジット表記では女・アンドロイド、書籍によっては凶悪アンドロイド カーサ・マダラーとしている。
- 準備稿ではワンゼットの登場前にアスカに倒され鉄屑になるという展開であった。

吸収怪獣 アーウォン
デハドー星人のアンドロイドが操る先兵怪獣。頭部の3本の角で相手の攻撃力を吸収する。ダイナの戦闘能力を分析する目的で出現。両手に生えた鋭い爪を使った攻撃を得意とする。反射神経が非常に良く、リョウの操縦するガッツイーグルγ号を素手で造作もなく掴み捕ってしまうことが出来る。夢野町でダイナと対決し、ダイナの打撃技を吸収し無力化した。最終的にはストロングタイプのガルネイトボンバー シューティングバージョンを吸収して消え去ったが、当初の役目は十分に果たした。
その後、地球に送られてきたパワーロックと合体し、合体侵略兵器獣ワンゼットとなる。
- デザインは奥山潔による。デザインはハネジローが初登場した第11話「幻の遊星」に登場するモンスアーガーをイメージしたもの。
- その後、スーツは『ウルトラマンコスモス』のガルバスに改造された。

合体侵略兵器獣 ワンゼット
デハドー星人が送り込んだエネルギー源となる物質パワーロックとアンドロイドとアーウォンが合体した怪獣。ソルジェント光線を頭部の3本角により吸収・増幅して撃ち返す、400万馬力のパワーを持ち、レボリュームウェーブ アタックバージョンをバリアによって無効化するなど鉄壁の防御力を誇る。口から放射する停止泡によってダイナを凝結させてしまった。ミジー星人とTPCの共同作戦により、頭部の指揮系統を破壊され機能を停止するも、頭部にぽちガラオンが入り込んでいたためにミジー星人に指揮権が転がり込む。ミジー星人はこれを利用してダイナを撃退しようとするが、無理な操縦が祟ってコントローラのレバーが抜けてしまったことにより再び機能停止した。最後はレボリュームウェーブ アタックバージョンを受けて消滅した。
- デザインは奥山潔による。デザインはハネジローの退場回である第47話「さらばハネジロー」に登場するファビラス星人をイメージした人間型となっている。

### テレビシリーズからの登場
- 迷子珍獣 ハネジロー
- 知略宇宙人 ミジー星人
- 放浪宇宙人 ファビラス星人

## キャスト
- アスカ・シン：つるの剛士
- ヒビキ・ゴウスケ：木之元亮
- コウダ・トシユキ：布川敏和
- ミドリカワ・マイ：山田まりや
- ユミムラ・リョウ：斉藤りさ
- カリヤ・コウヘイ：加瀬尊朗
- ナカジマ・ツトム：小野寺丈
- ミジー・ドルチェンコ：桜金造
- ミジー・カマチェンコ：中島修
- ミジー・ウドチェンコ：佐藤信一
- 女・アンドロイド：沢木麻美
- シンジョウ・マユミ：石橋けい
- シイナ・サエコ：前沢保美
- らくだ便の清水：清水一哉[注釈 6]
- 屯田大作：増田由紀夫
- 屯田妙実：瀬尾久美
- つっくん：上條誠（ノンクレジット）[注釈 7]
- アナウンサー：柚木佑美
- 特技アクション
  - ウルトラマンダイナ：中村浩二、清水一哉
  - アーウォン：森英二
  - ワンゼット：三宅敏夫
  - ブースカ：横尾和則
  - カモスケ：永田朋裕
- ブースカの声：高戸靖広
- カモスケの声：藤谷みき
- ハネジローの声：青木順子
- 早川プロダクション
- テアトルアカデミー

## 主題歌

### オープニング主題歌
「ウルトラマンダイナ」
- 作詞：松井五郎 / 作曲：鈴木キサブロー / 編曲：矢野立美 / 歌：前田達也

楽曲、映像共にTV版の流用だが、変身音等のSEが各所に追加されている。

### エンディング主題歌
「君だけを守りたい」（通常版）
- 作詞・作曲：高見沢俊彦 / 編曲：井上鑑 / 歌：中島文明

「ULTRA HIGH」（完全版）
- 作詞・作曲・編曲・歌：LAZY

## スタッフ
- 製作：円谷一夫
- 監修：高野宏一
- 企画：満田かずほ、川城和実（バンダイビジュアル）
- プロデューサー：小山信行、河野聡（バンダイビジュアル）
- 脚本：川上英幸
- 文芸協力：江藤直行
- 美術デザイン：小出憲、寺井雄二
- 音楽プロデューサー：玉川静
- 音楽：矢野立美
- 撮影：倉持武弘
- 照明：佐藤才輔
- 助監督：石川整、近藤孔明
- 録音：細井正次
- 操演：根岸泉
- 擬闘：高橋伸稔
- イメージボード/デザイン：橋爪謙始
- 編集：大橋富代
- VFXスーパーバイザー：田代定三
- プロデューサー補：表有希子、高野仁志（バンダイビジュアル）
- 監督・特技監督：原田昌樹
- 製作：円谷プロダクション、バンダイビジュアル

## 映像ソフト化
- VHS（セル、レンタル共通）は2001年2月25日発売。
- DVD（セルのみ）は2001年6月25日発売。
- 未公開シーンを追加した完全版のDVDは2004年11月26日発売。
- 2007年11月26日発売の『ティガ ダイナ ガイア メモリアルボックス ザファイナル』および2015年9月25日発売の『ウルトラマンダイナ Complete Blu-ray BOX』に上記の完全版が収録。

## テレビ放送
『ウルトラマン クロニクルD』
2022年2月12日にダイジェスト放送された。